# Dodona ouida
Dodona ouida is een vlindersoort uit de familie van de prachtvlinders (Riodinidae), onderfamilie Nemeobiinae.
Dodona ouida werd in 1866 beschreven door Hewitson.